# Odontolakis varia
Odontolakis varia är en insektsart som beskrevs av Ludwig Redtenbacher 1891. Odontolakis varia ingår i släktet Odontolakis och familjen vårtbitare. Inga underarter finns listade i Catalogue of Life.